# Епархия Батури
Епархия Батури (лат. Dioecesis Baturiensis) — епархия Римско-Католической церкви с центром в городе Батури, Камерун. Епархия Батури входит в митрополию Бертуа. Кафедральным собором епархии Батури является церковь Пресвятой Девы Марии. 

## История
3 февраля 1994 года Римский папа Иоанн Павел II издал буллу Quo aptius, которой учредил епархию Батури, выделив её из епархии Бертуа. 

## Ординарии епархии
- епископ Roger Pirenne CICM (1994—1999)
- епископ Samuel Kleda (2000—2007)
- епископ Faustin Ambassa Ndjodo CICM (2009 — 2016)
- епископ Antoine Ntalou (2016 - н. вр.)

## Источник
- Annuario Pontificio, Ватикан, 2007
- Булла Quo aptius  (лат.)